# Arceuthobium siskiyouense
Arceuthobium siskiyouense là một loài thực vật có hoa trong họ Santalaceae. Loài này được Hawksw., Wiens & Nickrent mô tả khoa học đầu tiên năm 1992.